# نیکلاس بکستروم
نیکلاس بکستروم (انگلیسی: Niklas Bäckström؛ زادهٔ ۲۲ اوت ۱۹۸۹) ورزشکار هنرهای رزمی ترکیبی اهل سوئد است. وی از سال ۲۰۰۹ میلادی تاکنون مشغول فعالیت بوده‌است.